# Mavis Gibson
Mavis Gibson là một luật sư và thẩm phán người Zimbabwe, là người phụ nữ da đen đầu tiên được bổ nhiệm vào Tòa án tối cao của Zimbabwe, và là nữ công lý đầu tiên và phục vụ lâu nhất của Tòa án tối cao Namibia.
Sinh ra Mavis Gumede ở Zimbabwe, Gibson ban đầu là một nhà báo. Vào những năm 1970, bà là một luật sư với các phòng trong Lincoln's Inn, London.
Gibson là Thẩm phán của Tòa án tối cao của Zimbabwe trong mười một năm, và là thẩm phán phụ nữ da đen đầu tiên của đất nước.
Gibson được bổ nhiệm làm Thẩm phán Tòa án Tối cao Namibia vào ngày 18 tháng 12 năm 1995. Đôi lúc, bà cũng phục vụ với tư cách là Thẩm phán Kháng cáo của Tòa án Tối cao Namibia. Khi nghỉ hưu vào tháng 4 năm 2008, bà là thành viên phục vụ lâu nhất của Tòa án tối cao.